# Cantone di Dax-Sud
Il Cantone di Dax-Sud era una divisione amministrativa dell'arrondissement di Dax.
È stato soppresso a seguito della riforma complessiva dei cantoni del 2014, che è entrata in vigore con le elezioni dipartimentali del 2015.
Comprendeva parte della città di Dax e i comuni di
- Bénesse-lès-Dax
- Candresse
- Heugas
- Narrosse
- Oeyreluy
- Saint-Pandelon
- Saugnac-et-Cambran
- Seyresse
- Siest
- Tercis-les-Bains
- Yzosse